# Kuba Kozioł
Kuba Kozioł (ur. 1960, zm. 25 czerwca 2011) – polski poeta i tłumacz. Redaktor „Literatury na Świecie”. Ukończył anglistykę na Uniwersytecie Warszawskim. Publikował w „Twórczości”, „Odrze”, „Literaturze na Świecie”, „Akcencie”. Oprócz Harry’ego Mathewsa tłumaczył m.in. Wallace’a Stevensa i Ezrę Pounda.

## Poezja
- Trochę wierszy, Łomża, 1987.
- Dom bez kantów (House without Corners), Chicago: The Movable Feast Press, 1992 (z Tadeuszem Piórą i Andrzejem Sosnowskim).

## Tłumaczenia
- Harry Mathews Osobne Przyjemności, Wrocław – 2008 (razem z Tadeuszem Piórą i Andrzejem Sosnowskim)